# Тутек (музичний інструмент)
Тутек  — (азерб. Tütək, тур. Tütək) язичковий дерев'яний духовий музичний інструмент з подвійною тростиною. Вважається ще й народним інструментом в азербайджанців, турків і деяких народів Північного Кавказу.
Будучи вдосконаленим видом сопілки пастухів, тутек належить до циліндричного типу гобойних інструментів з мундштуком (дерев'яна втулка). Зроблений з абрикосового дерева (давніше бамбука). Звук формується завдяки вібрації двох очеретяних пластиночок, яка виникає під впливом вдихання повітря в інструмент. Звук міняється коли виконавець пальцями обох рук то відкриватиме, то закриватиме отвори, щоби добувати з інструменту необхідні йому звуки.

## Історія
Досліджуючи письмові джерела Закавказзя, вчені довідалися, що на території Азербайджану, місцевими музиками використовувалися понад 20 духових музичних інструментів. Вони вирізняються поміж собою за конструкцією та звучанням. До XXI століття дійшли менше половини, а найбільш поширеними є балабан, зурна, тутек, ней і тулум.
Найпопулярнішим, в простого азербайджанського музики, став тутек — за свою простоту і ніжно-тихе, ліричне звучання.

### Походження
Тутек один із найдавніших духових інструментів азербайджанського народу. Адже в народу кочівників та пастухів цей інструмент з роду-віку був найпершою: дитячою забавкою, приспосібленням на кочовищі і вже потім музичною втіхою. Тутек є найдавнішим народним інструментом, що налічує 10-12 тисячолітню історію. З тИХ часІВ інструмент поширИВСЯ серед кочівників на території Середньої Азії та Кавказу.
На території Мінгечаура, на розкопках, що відносяться до I століття до н. е., було знайдено духовий музичний інструмент, зроблений на кістці, який є прототипом сучасного балабана та тутека.

### Поширення
За тисячоліття свого існування, тутек поширився на великі території, в різні країни світу, що призвело до зміни назви, а десь, і до зовнішнього вигляду інструменту (переходячи в інші види). Тому найближчими до тутека вважають:
- в Таджикистані — най-чупон, сурнай, філан
- в Вірменії — шві (Շվի)

## Структура інструменту
Структура інструменту, якому вже кілька тисячоліть, вже утвердилася і має стандартну специфікацію (як у виготовленні, так і в техніці-манері грі). Діапазон тутука охоплює звуки від «соль» малої октави до «до» другої октави. Від майстерності виконання (як майстра-ремісника так і музиканта) залежать можливості збільшення цього діапазону ще на кілька звуків.

### Будова і виготовлення
Тутек складається з корпуса (стовбура), тростини і дерев'яної втулки. Загальна довжина інструменту складає 280–300 мм, а діаметр — до 20 міліметрів.
Для виготовлення інструменту необхідні заготовки з абрикосового дерева (рідше використовують горіх, тутовик, грушку, очерет, бамбук).
Виточують заготовку на спеціальному верстаті: верхньому кінцю ствола (баш, кюп) надають округлу форму, а нижній кінець(аяг) трохи загострюють. Звуковий канал, діаметром 10 мм, просвердлюють дрилем (в елітних і давніх екземплярів — видовблювався).
Після цього його промащують лляною або оливковою олією і тривалий час просушують (при певній і сталій температурі).
Уже у висушеному й готовому корпусі (стовбурі) інструменту беруться за нарізку отворів: просвердлюють 7 отворів (сес пердесі) на лицьовій стороні і одне на тильній.
На тильній стороні, в точці, що відповідає половині відстані між першим і другим отворами лицьового боку, нарізається ще один отвір. З метою поліпшення ладу і тембру звучання інструменту.

### Техніка гри
Тутук — мундштучний інструмент. На його головку (верхній кінець стовбура) вставляється косо зрізана дерев'яна втулка (язичок). Між дерев'яною втулкою і стінкою стовбура інструменту залишають щілину певного розміру, через яку в стовбур за допомогою губ вдувається повітря, що набирається ніздрями в порожнину рота. Відкриваючи або закриваючи ігрові отвори пальцями правої і лівої рук, музикант домагається бажаної висоти звуку.

### Тональність
Діапазон інструменту від «сі» малої октави до «до» третьої октави. Маститі музиканти шляхом напруження м'язів губ (додаг сихма) і посилення вдуваємої струї повітря витягують також звуки на кілька октав вище.
На тутеку очеретяному, костевому, дерев'яному, глиняному, металевому, або з кори вербової гілки, цілком знятої з неї, музиканти грають, закриваючи пальцеві отвори — не повністю. А для створення хроматичних звуків потрібна спеціальна підготовка і майстерність. Своєрідний і сильний звук цього інструменту робить його улюбленим народним інструментом.

## Тутек в музиці
Музичний інструмент, який представляє рід сопілки поширений з давніх часів, особливо серед пастухів. Різні типи тутека існують у багатьох країнах. В Азербайджані його різновиди великого і малого розмірів використовуються, переважно, як соло-інструменти у складах ансамблів і оркестрів народних інструментів.
Нове звучання музичного інструменту придають сучасники, перейнявшись долею цього універсального народного музичного інструменту, вони все частіше використовують в популярній музиці:

## Підручники
- Рафік Імрані, Меджнун Керімов «Азербайджанские музыкальные инструменты»;
- Аббасгюлю Наджафзаде «Толковый словарь Азербайджанских музыкальных инструментов»;
- Сонгюль Карахасаноглу Ата «Мей и его методы»